# راهنمای اشری
راهنمای اشری (انگلیسی: ASHRAE Handbook) مجموعهٔ خودآموزهای چهارجلدی سازمان تخصصی اشری است که دربارهٔ مباحث مرتبط با گرما و سرما و تهویه (اچ‌وی‌ای‌سی) مطلب دارد این مجموعه به صورت سالانه به روز می‌شود. این مجموعه به عنوان معتبرترین منبع مباحث HVAC شناخته می‌شود.